# 八谷英樹
八谷 英樹（はちや ひでき、1983年7月5日 - ）は、山口朝日放送 (yab) のアナウンサー。元熊本県民テレビ（KKT）のアナウンサー。

## 来歴
九州大学3年の時に「たまたま見ていた情報番組でリポートしていた男性アナウンサーが、キラキラ輝いて見えたこと」をきっかけにアナウンサーを志し、メディアシップの運営する「九州アナウンスセミナー」を受講。
2008年、KKTにアナウンサーとして入局（同期に畑中香保里）。ロアッソ熊本戦中継をはじめとするスポーツ中継やニュースなどを担当する。
2015年4月にKKTを退社し、翌月yabに入社（この時点で同局のアナウンサーでは最年長だったという）。山口でもレノファ山口FC戦中継をはじめとするスポーツやバラエティを担当している。
2016年6月に「九州アナウンスセミナー」の3期後輩の前畑静香（当時鹿児島讀賣テレビアナウンサー）と結婚した。しばらく山口と鹿児島での別居婚であったが、妻の前畑が同年9月をもって鹿児島讀賣テレビを退社し、山口にて同居を開始。
2018年に男児、2022年1月13日に女児が誕生した。

## 出演番組
- YOU!どきっ - MC
- KICK OFF! YAMAGUCHI - 進行
- yabニュース
- レノファ山口FC戦中継 - 実況担当、DAZN中継時の実況も担当。

### 過去の出演番組
yab時代
- 波田陽区のひるくるサタデー（土曜日10:40-10:55） - 「ものしりハッチー」役
- Jチャンやまぐち - メインキャスター（2020年10月 - 2022年3月）
- どき生らいぶ - みんなのレノファ担当

KKT時代
- テレビタミン - レポーター
- KKTニュース
- ロアッソ熊本戦中継